# Ndahiro II Cyamatare
Ndahiro II Cyamatare va ser mwami del regne de Ruanda a finals del segle xv. Les històries orals situen el seu regnat entre els anys 1477 i 1510, mentre que les cronologies reials "oficials" el situen entre els anys 1576 i 1600.